# Jantar Mantar, Varanasi
Jantar Mantar (hindi: जंतर मंतर) är ett observatorium i Varanasi i Uttar Pradesh i 
Indien. Det är en av fem liknande anläggningar i norra Indien som maharadja Jai Singh II från Jaipur lät uppföra på 1700-talet för att kunna beräkna astronomiska tabeller med himlakropparnas läge under året.
Observatoriet är placerat på taket av ett palats utmed floden Ganges som 
byggdes i början av 1600-talet av raja Man Singh. Det  är avsett för studier av solen och månens eklipser samt solens läge över horisonten.
Observatoriet i Varanasi är betydligt mindre än de andra observatorierna Jai Singh lät bygga, men har på grund av sin placering fri sikt mot solen.